# Magnippe caputmedusae
Magnippe caputmedusae är en kräftdjursart som beskrevs av Jan Hendrik Stock 1978. Magnippe caputmedusae ingår i släktet Magnippe och familjen Lamippidae. Inga underarter finns listade i Catalogue of Life.